# Gundinci
Gundinci es un municipio de Croacia en el condado de Brod-Posavina.

## Geografía
Se encuentra a una altitud de 82 m s. n. m. a 232 km de la capital nacional, Zagreb.

## Demografía
En el censo 2011 el total de población del municipio fue de 2 027 habitantes. Gundinci no tiene localidades dependientes.
| Gráfica de población de Gundinci 1857-2011                          |
|                                                                     |
| Según los censos de población de la oficina estadística de Croacia. |